# Saint-Juire-Champgillon
Saint-Juire-Champgillon ist eine französische Gemeinde mit 427 Einwohnern (Stand: 1. Januar 2022) im Département Vendée in der Region Pays de la Loire; sie gehört zum Arrondissement Fontenay-le-Comte und zum Kanton La Châtaigneraie (bis 2015: Kanton Sainte-Hermine). Die Einwohner werden Saint-Juiriens genannt.

## Geographie
Saint-Juire-Champgillon liegt am etwa 31 Kilometer ostsüdöstlich von La Roche-sur-Yon am Smagne, der die südliche Gemeindegrenze bildet. Umgeben wird Saint-Juire-Champgillon von den Nachbargemeinden Chantonnay im Norden, La Jaudonnière im Nordosten, Saint-Martin-Lars-en-Sainte-Hermine im Osten, La Chapelle-Thémer im Südosten, Thiré im Süden, Saint-Jean-d’Hermine im Westen und Südwesten sowie La Réorthe im Westen und Nordwesten.

## Bevölkerungsentwicklung
| 1962                      | 1968 | 1975 | 1982 | 1990 | 1999 | 2006 | 2013 |
| 698                       | 652  | 601  | 485  | 436  | 447  | 452  | 412  |
| Quelle: Cassini und INSEE |      |      |      |      |      |      |      |

## Sehenswürdigkeiten
Siehe auch: Liste der Monuments historiques in Saint-Juire-Champgillon
- Kirche Saint-Georges aus dem 14./15. Jahrhundert, Umbauten aus dem 19. Jahrhundert, seit 1984 Monument historique
- Schloss Saint-Juire aus dem 15. Jahrhundert mit Umbauten aus dem 18. Jahrhundert, seit 1972 Monument historique
- alte Komtur des Malteserordens in Champgillon aus dem 14. Jahrhundert, Monument historique seit 1991

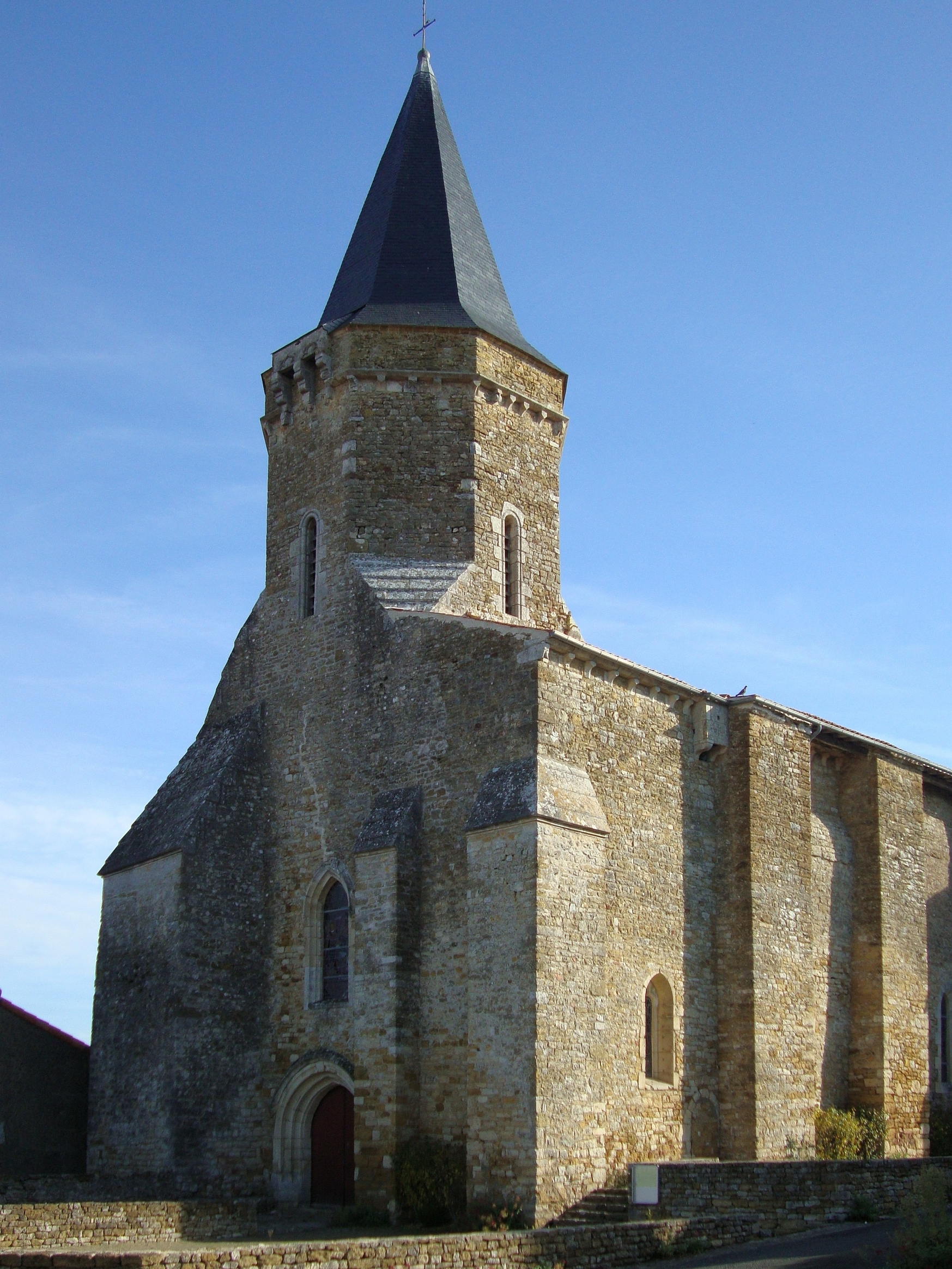
Kirche Saint-Georges